# El Ejido
El Ejido je španělská obec v provincii Almería v autonomním společenství Andalusie. Nachází se 32 km od hlavního města provincie Almérie. Má rozlohu 227 km² a žije zde přibližně 90 tisíc obyvatel.
El Ejido je centrem produkce ovoce a zeleniny v comarce Poniente Almeriense. Pracovní příležitosti, které město nabízí, přitahují mnoho zahraničních farmářů, kteří hledají práci hlavně ve sklenících. Některé skleníky začaly používat počítačem řízené systémy hydroponie, čímž šetří, zlepšují účinnost a místní ekonomiku.
V těsné blízkosti města podél pobřeží se nachází Almerimar, oblíbená destinace pro turistiku a odpočinek.

## Nepokoje v roce 2000
V únoru 2000 bylo město dějištěm třídenních nepokojů proti imigrantům poté, co dva místní Maročané zabili dva místní muže a jednu ženu.

## Doprava
El Ejido je jedno z největších španělských měst bez přístupu k železniční síti; v roce 2020 byl předložen návrh na stavbu železnice z Almeríe do Adry přes Roquetas de Mar a El Ejido; starosta El Ejida Francisco Góngora tento projekt podpořil.

## Demografie
| Rok  | Počet obyvatel | ±%      |
| ---- | -------------- | ------- |
| 1999 | 51 485         | —       |
| 2000 | 53 008         | +3,0 %  |
| 2001 | 55 710         | +5,1 %  |
| 2002 | 57 063         | +2,4 %  |
| 2003 | 61 265         | +7,4 %  |
| 2004 | 63 914         | +4,3 %  |
| 2005 | 68 828         | +7,7 %  |
| 2010 | 85 389         | +24,1 % |

## Sport
V obci sídlí CD El Ejido 2012.